# A Ranchman's Wooing
A Ranchman's Wooing è un cortometraggio muto del 1910 interpretato e diretto da Gilbert M. 'Broncho Billy' Anderson.

## Produzione
Il film fu prodotto dalla Essanay Film Manufacturing Company. Venne girato in California, a Santa Barbara.

## Distribuzione
Distribuito dall'Essanay, il film - un cortometraggio di 198 metri- uscì nelle sale cinematografiche USA il 26 marzo 1910. Nelle proiezioni, veniva programmato con il sistema dello split reel, accorpato in un'unica bobina con un altro cortometraggio prodotto dall'Essanay, la commedia The Airship Gaze.